# Giải Viện Hàn lâm Nhật Bản lần thứ 33
Giải Viện Hàn lâm Nhật Bản lần thứ 33 (第33回日本アカデミー賞) là lễ trao giải lần thứ 33 của Giải Viện Hàn lâm Nhật Bản, giải thưởng được trao bởi Viện Hàn lâm Nhật Bản và Hiệp hội Sho để vinh danh những hạng mục phim xuất sắc của năm 2009. Lễ trao giải được tổ chức vào ngày 5 tháng 3 năm 2010 tại Khách sạn Grand Prince Hotel New Takanawa ở Tokyo, Nhật Bản.

## Giải thưởng
Tất cả các hạng mục trao giải (trừ giải diễn viên trẻ của năm và các giải đặc biệt) được chia làm hai danh hiệu: các đề cử (do thành viên Viện Hàn lâm bầu chọn) đều đạt danh hiệu Xuất sắc của năm và trong các đề cử sẽ chọn ra một giải Xuất sắc nhất của năm.
| Phim điện ảnh xuất sắc của năm | Phim hoạt hình xuất sắc của năm |
| --- | --- |
| - Phim điện ảnh hay nhất của năm: Shizumanu Taiyō - Dia Dokuta - Tsurugidake Ten no Ki - Viyon No Tsuma - ōtō to tanpopo - Zero no Shōten | - Phim hoạt hình hay nhất của năm: Cuộc chiến mùa hè - Doraemon: Tân Nobita và lịch sử khai phá vũ trụ - Hottarake no Shima: Haruka to Mahō no Kagami - Thám tử lừng danh Conan: Truy lùng tổ chức Áo Đen - Evangerion Shin Gekijōban: Ha                                                                                  |
| Đạo diễn xuất sắc của năm | Biên kịch xuất sắc của năm |
| - Đạo diễn xuất sắc nhất của năm: Kimura Daisaku – Tsurugidake Ten no Ki - Nishikawa Miwa – Dia Dokuta - Negishi Kichitaro – Viyon No Tsuma - ōtō to tanpopo - Wakamatsu Setsurō – Shizumanu Taiyō - Inudo Isshin – Zero no Shōten           | - Biên kịch xuất sắc nhất của năm: Nishikawa Miwa – Dia Dokuta - Nishioka Takuya – Shizumanu Taiyō - Tanaka Yōzō – Viyon No Tsuma - ōtō to tanpopo - Inudo Isshin và Nakazono Kenji – Zero no Shōten - Kimura Daisaku, Kikuchi Atsuo, Miyamura Toshimasa – Tsurugidake Ten no Ki - Shuichi Yoshida và Lee Sang-il – Akunin |
| Nam diễn viên chính xuất sắc | Nữ diễn viên chính xuất sắc |
| - Nam diễn viên chính xuất sắc nhất: Watanabe Ken – Shizumanu Taiyō - Asano Tadanobu – Viyon No Tsuma - ōtō to tanpopo và Tsurugidake Ten no Ki - Omori Nao – Hagetaka - Tsurube Shōfukutei – Dia Dokuta                                     | - Nữ diễn viên chính xuất sắc nhất: Matsu Takako – Viyon No Tsuma - ōtō to tanpopo - Miyazaki Aoi – Shonen Merikensack - Ayase Haruka – Oppai Volleyball - Du Na Bae – Kūki Ningyō - Hirosue Ryoko – Zero no Shōten |
| Nam diễn viên phụ xuất sắc | Nữ diễn viên phụ xuất sắc |
| - Nam diễn viên phụ xuất sắc nhất: Kagawa Teruyuki – Tsurugidake Ten no Ki - Sakai Masato – General Rouge no Gaisen - Tamayama Tetsuji – Hagetaka - Eita – Dia Dokuta - Miura Tomokazu – Shizumanu Taiyō                                     | - Nữ diễn viên phụ xuất sắc nhất: Yo Kimiko – Dia Dokuta - Suzuki Kyoka – Shizumanu Taiyō - Nakatani Miki – Zero no Shōten - Kimura Tae – Zero no Shōten - Muroi Shigeru – Viyon No Tsuma - ōtō to tanpopo |
| Giải thưởng do khán giả bình chọn | Diễn viên trẻ của năm |
| - Giải thưởng diễn viên được khán giả bình chọn: Ayase Haruka – Oppai Baree - Giải thưởng phim được khán giả bình chọn: Amalufi: Megami No Hoshu                                                                                             | - Okada Masaki – Honokaaboi, Boku no Hatsukoi o Kimi ni Sasagu, Jūryoku Piero - Mizushima Hiro – Doropu - Junpei Mizobata – Akai Ito - Daichi Watanabe – Shikisoku Zenereishōn - Nana Eikura – April Bride - Mirai Shida – Dare mo Mamotte Kurenai - Airi Taira – Nijūseiki Shōnen                                         |
| Âm nhạc xuất sắc | Quay phim xuất sắc |
| - Âm nhạc xuất sắc nhất: Ikebe Shin’ichirō – Tsurugidake Ten no Ki - Ueno Kōji – Zero no Shōten - Sumitomo Norihito – Shizumanu Taiyō - Mukai Shūto – Shonen Merikensack - Yoshimatsu Takashi – Viyon No Tsuma - ōtō to tanpopo              | - Quay phim xuất sắc nhất: Daisaku Kimura – Tsurugidake Ten no Ki - Shibanushi Takahide – Viyon No Tsuma - ōtō to tanpopo - Tsutai Takahiro – Zero no Shōten - Naganuma Mutsuo – Shizumanu Taiyō - Yanagishima Katsumi – Dia Dokuta                                                                                        |
| Đạo diễn ánh sáng xuất sắc | Chỉ đạo nghệ thuật xuất sắc |
| - Đạo diễn ánh sáng xuất sắc: Kawabe Takayuki – Tsurugidake Ten no Ki - Osada Tatsuya – Viyon No Tsuma - ōtō to tanpopo - Hikita Yoshitake – Zero no Shōten - Nakasu Takeshi – Shizumanu Taiyō - Onoshita Eiji – Dia Dokuta                  | - Chỉ đạo nghệ thuật xuất sắc nhất: Taneda Yōhei và Yauchi Kyōko – Viyon No Tsuma - ōtō to tanpopo - Ogawa Fumio – Shizumanu Taiyō - Seshimo Yukiharu – Zero no Shōten - Nishioka Yoshinobu và Yoshida Takashi – Katen no Shiro - Fukuzawa Katsuhiro và Wakamatsu Takaichi – Tsurugidake Ten no Ki                         |
| Thu âm xuất sắc | Biên tập xuất sắc |
| - Thu âm xuất sắc nhất: Ishidera Kenichi – Tsurugidake Ten no Ki - Kakizawa Kiyoshi – Viyon No Tsuma - ōtō to tanpopo - Koori Hiromichi – Shizumanu Taiyō - Shima Junichi – Zero no Shōten - Shiratori Mitsugu và Katō Hirokazu – Dia Dokuta | - Biên tập xuất sắc nhất: Arai Takao – Shizumanu Taiyō - Itagaki Keiichi – Tsurugidake Ten no Ki - Ueno Sōichi – Zero no Shōten - Kawashima Akimasa – Viyon No Tsuma - ōtō to tanpopo - Miyajima Ryūji – Dia Dokuta |
| Phim nước ngoài xuất sắc | Giải thưởng Đặc biệt từ Chủ tịch Hiệp hội |
| - Phim nước ngoài xuất sắc nhất: Gran Torino - Triệu phú ổ chuột - Đứa trẻ thay thế - The Wrestler - Đại chiến Xích Bích | Giải thưởng vinh danh những người có nhiều đóng góp trong nhiều năm (những người đã mất trong năm 2010). - Nakaoka Gengon (Kĩ thuật ánh sáng) - Matsubayashi Shūe (Đạo diễn) - Muraki Yoshirō (Chỉ đạo nghệ thuật) |
| Giải thưởng Cống hiến đặc biệt từ Chủ tịch Hiệp hội | Giải thưởng Đặc biệt từ Hiệp hội |
| Vinh danh quá trình sản xuất loạt phim Tsuribaka Nisshi (Nishida Toshiyuki, Mikuni Rentarō) | Vinh danh người có nhiều hỗ trợ đóng góp trong quá trình làm phim. - Haneda Sumiko (Viết tài liệu) - Hokari Yukio (Kĩ thuật âm thanh) - Matsushita Kiyoshi - Matsuda Takashi (Trang phục) |
| Giải thưởng Vinh danh đặc biệt từ Hiệp hội | |
| Morishige Hisaya | |